# Kristi kyrka (sista dagars heliga-rörelsen)
Kristi kyrka (engelska: Church of Christ) var det ursprungliga namnet på det trossamfund som organiserades av Joseph Smith, informellt 1829 och officiellt 1830.
De olika mormonkyrkor som betraktar sig själva som sanna arvtagare till denna kyrka kallas med ett samlingsnamn för Sista dagars heliga-rörelsen (också känd som SDH-rörelsen, eller Smith–Rigdon rörelsen). Tillsammans har dessa kyrkor fler än 16 miljoner medlemmar.  
De flesta, ungefär 98 %, tillhör Jesu Kristi Kyrka av Sista Dagars Heliga. Andra grupper består av Återstående Jesu Kristi Kyrka av Sista Dagars Heliga som stödjer en linjär ledarskapssuccession från Smiths ättlingar, och den mer kontroversiella Fundamentalistiska Jesu Kristi kyrka av sista dagars heliga, som stödjer månggifte.
Kristi Gemenskap har distanserat sig från den ursprungliga mormonismen och är idag ett mer traditionellt protestantiskt trossamfund.

## Tidig historia
Kyrkan organiserades efter att Mormons bok publicerats som helig skrift. I denna bok berättas om äldsten Alma, en forntida präst hos en ond kung, som döpte sig själv och sina anhängare genom nedsänkning, med ”auktoritet från Gud Allsmäktig”, och kallade sin trosgemenskap för Guds kyrka eller Kristi kyrka. Mosiah 18:17: ”Och det hände sig att vem som helst som döptes med Guds kraft och auktoritet lades till denna församling”.
Joseph Smith och Oliver Cowdery döpte varandra i maj 1829 (enligt kyrkans läror efter att Johannes döparen uppenbarat sig för dem och tilldelat dem det aronska prästadömet, vilket "innehar nycklarna till betjäning av änglar, till omvändelsens evangelium och dop genom nedsänkning till syndernas förlåtelse") och började månaden därpå döpa dussintals människor i tre städer i staten New York: Fayette, Manchester och Colesville. Ingen formell organisation fanns ännu men de nydöpta kallade sig själva för Kristi kyrka.
Senare under året fick Oliver Cowdery en uppenbarelse kallad Kristi kyrkas artiklar i vilken det klargjordes att kyrkan skulle ordinera präster och lärare som regelbundet skulle samla församlingen till brödbrytande. Cowdery beskrevs själv som en av Jesu Kristi apostlar.
Denna informella Kristi kyrka ska ha haft omkring sex äldste och 70 medlemmar.

## Formell organisering
Den 6 april 1830 samlades Joseph Smith, Oliver Cowdery och en grupp om cirka 30 av deras anhängare hemma hos Peter Whitmer, Sr. i Fayette för att organisera kyrkan som en juridisk person. Lokala församlingar bildades i städerna Fayette, Manchester och Colesville.
Under det första året anslöt sig 1 000 medlemmar till Kristi kyrka.

## Namnändringar
Det faktum att det fanns flera trossamfund med namnet Church of Christ skapade förvirring under kyrkans första år. Folk utanför kyrkan började dessutom kalla kyrkan för mormoniter eller mormoner. 1834 bytte kyrkan officiellt namn till Church of the Latter Day Saints. Detta namn står fortfarande skrivet över entrén till det första mormontemplet, som byggdes i Kirtland, Ohio. 
1838 tillkännagav Smith en uppenbarelse enligt vilken kyrkans nya namn skulle vara Church of Jesus Christ of Latter Day Saints (Jesu Kristi Kyrka av Sista Dagars Heliga).

## Utbrytningar
Vid grundaren Joseph Smiths död 1844 uppstod stridigheter om vem som skulle bli hans efterföljare. Majoriteten av kyrkans medlemmar och apostlar följde Brigham Young till Saltsjödalen. Där gjordes ytterligare en namnändring 1851, då ett bindestreck lades till i det engelska namnet: The Church of Jesus Christ of Latter-day saints.
Anhängare till James J. Strang använder det gamla namnet (från 1838), utan den bestämda artikeln (”The”) och bindestreck: Church of Jesus Christ of Latter Day Saints, på sin kyrka.  
Under decennier användes detta namn även av anhängare till Smiths son, Joseph Smith III. Av juridiska skäl tvingades dock denna grupp i slutet av 1800-talet att byta namn till ”Reorganized Church of Jesus Christ of Latter Day Saints”, senare ändrat till Kristi Samfund med anspelning på det ursprungliga Kristi kyrka.
Andra grupper är Jesu Kristi Kyrka, Church of Christ (Temple Lot) och Kristi kyrka (Cutleriter).